# 433. pehotni polk (Wehrmacht)
433. pehotni polk (izvirno nemško Infanterie-Regiment 433) je bil eden izmed pehotnih polkov v sestavi redne nemške kopenske vojske med drugo svetovno vojno.

## Zgodovina
Polk je bil ustanovljen 2. decembra 1939 kot polk 7. vala na vadbišču Königsbrück z reorganizacijo delov 56. pehotnega nadomestnega polka ter 173., 192. in 475. pehotnih nadomestnih bataljonov; polk je bil dodeljen 164. pehotni diviziji.
20. januarja 1940 je oddal svoj III. bataljon 440. pehotnemu polku in v zameno prejel 44. poljski nadomestni bataljon. 
1. septembra 1942 je bil polk preimenovan v 433. tankovskogrenadirski polk.